# Affolderner See
Der Affolderner See ist ein 1,65 km² großer Stausee an der Eder im Landkreis Waldeck-Frankenberg, mittleres Nordhessen (Deutschland).
Der Stausee dient als Unterbecken der Pumpspeicherkraftwerke Waldeck, als Hochwasserrückhalte- und -ausgleichsbecken für Eder, Edersee, Fulda, Weser und Mittellandkanal sowie als Speicherbecken für das „Laufwasserkraftwerk Affoldern“. Der See ist Teil des Nationalparks Kellerwald-Edersee. Das Gewässer ist als Naturschutz-, FFH- und Vogelschutzgebiet ausgewiesen und dient als Angelgebiet.

## Geographische Lage
Der Affolderner See liegt etwa 2,5 km (Luftlinie) unterhalb beziehungsweise südsüdöstlich der Edertalsperre in der Rabensteinpforte zwischen Hemfurth und Affoldern am Fulda-Zufluss Eder. Er befindet sich unmittelbar nordöstlich des Kellerwalds und stellt das westliche Ende der Wegaer Ederaue dar.

## Staustufe und Stausee
Der im Jahr 1929 geschaffene Stausee war wesentlich kleiner als heute: Damals wurde mittels einer kleinen Staustufe ein schmaler, langgestreckter See angelegt, der 0,32 Mio. m³ Stauvolumen hatte. Erst 1972 wurde der See nach Westen verlängert und um ein sich im Norden anschließendes großes Becken erweitert, so dass er nunmehr maximal 5,4 Mio. m³ Stauvolumen aufwies. Als Trennlinie zwischen altem und neuem Seebecken ließ man einen halbmondförmigen, schmalen und etwa 1,5 km langen Damm als Insel (siehe hierzu Absatz Schutzgebiete) stehen.

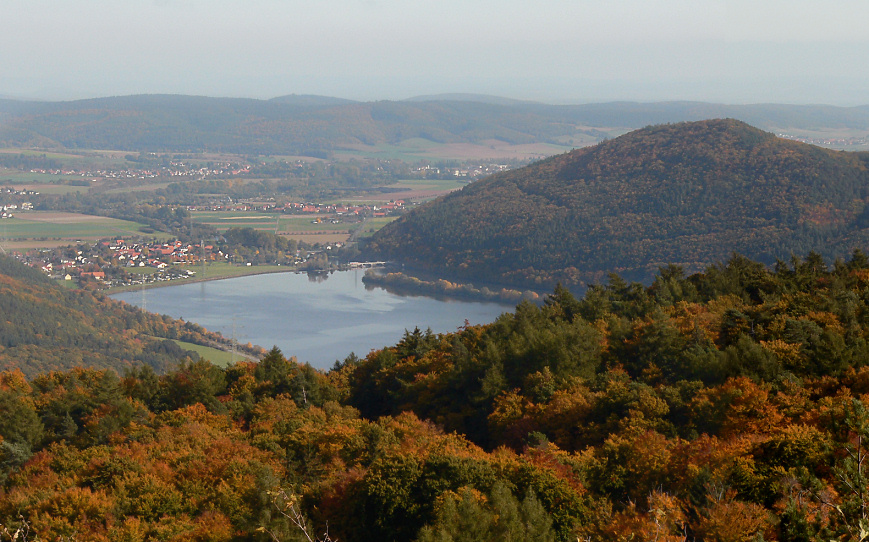
Affolderner See vom Peterskopf gesehen; rechts der Rabenstein, jenseits des Sees liegt Affoldern

Im Mai 1998 wurde unterhalb der bestehenden Staustufe am Südwestrand von Affoldern eine größere Stufe mit integriertem Laufwasserkraftwerk (siehe hierzu Absatz Laufwasserkraftwerk Affoldern) in Betrieb genommen, so dass der Wasserinhalt um 2,2 Mio. m³ auf maximal 7,6 Mio. m³ anwuchs. Die alte Wehranlage, die weiter westlich stand, wurde größtenteils abgerissen; nur bei Niedrigwasser sind deren Reste noch zu sehen. An der neuen Staustufe, die in einen langgestreckten Staudamm integriert wurde und deren Probestau 1999 endete, wird das Wasser in der Menge abgelassen, wie sie vom Wasser- und Schifffahrtsamt vorgegeben wird.
Die Wasseroberfläche des Affolderner Sees liegt bei Vollstau auf 204,4 m ü. NHN, die Höhe der Eder direkt unterhalb seiner Staustufe auf 194 m; dies ist die niedrigste Stelle des angrenzenden Nationalparks Kellerwald-Edersee.

## Kraftwerke

### Pumpspeicherkraftwerke Waldeck
Der Affolderner See dient besonders als Unterbecken für die bei Hemfurth erbauten Pumpspeicherkraftwerke Waldeck I & II sowie die dortigen Oberbecken Waldeck I & II. Sein Wasser wird zu den Zeiten, in denen wenig Strom verbraucht wird, in zwei auf dem Peterskopf (bzw. Ermerod) gelegene Oberbecken gepumpt, wodurch potenzielle Energie aufgebaut wird. In Zeiten, zu denen viel Strom verbraucht wird, wird diese in elektrische Energie umgewandelt, indem das Wasser über dieselben Rohre zu den Turbinen in den Pumpspeicherkraftwerken hinunterstürzt, so dass zusammengerechnet in beiden Kraftwerken mit einer Leistung von bis zu 600 MW Energie produziert werden kann.

### Laufwasserkraftwerk Affoldern
Das Laufwasserkraftwerk Affoldern, das in die Staustufe integriert wurde, verfügt über eine Leistung von 2,7 MW, die in Turbinen durch aus dem Stausee ablaufendes Wasser erzeugt werden kann.

## Schutzgebiete
Abgesehen vom Einflussbereich der Eder in den Affolderner See ist der gesamte Stausee Teil dieser Schutzgebiete: Naturschutzgebiet Stausee von Affoldern (NSG-Nr. 82621; 1975 gegründet; 162 ha groß) sowie Fauna-Flora-Habitat- und Vogelschutzgebiet Stausee von Affoldern (FFH- und VSG-Nr. 4820-401; 147 ha).
Nicht nur zahlreiche Zugvögel nutzen diese Schutzgebiete als Rast- und Brutplatz und Ort der Nahrungssuche; viele Vögel wie der seltene Gänsesäger und andere Tierarten überwintern sogar dort, zumal der See aufgrund der hiesigen Wasserkraftwerke nie ganz zufriert. Im Winter hat die Tierwelt den Stausee für sich alleine. Sein Südteil ist inklusive des etwa in der Seemitte befindlichen Damms für den Menschen gesperrt.
Zum Schutzbereich gehören auch die am Seehang befindlichen Steilhänge mit Quellbereichen und einer standorttpyischen, sehr kleinräumigen Moosvegetation sowie Bereichen mit Schlucht- und Hangmischwald, Hainsimsen- und Waldmeister-Buchenwald.

## Tourismus

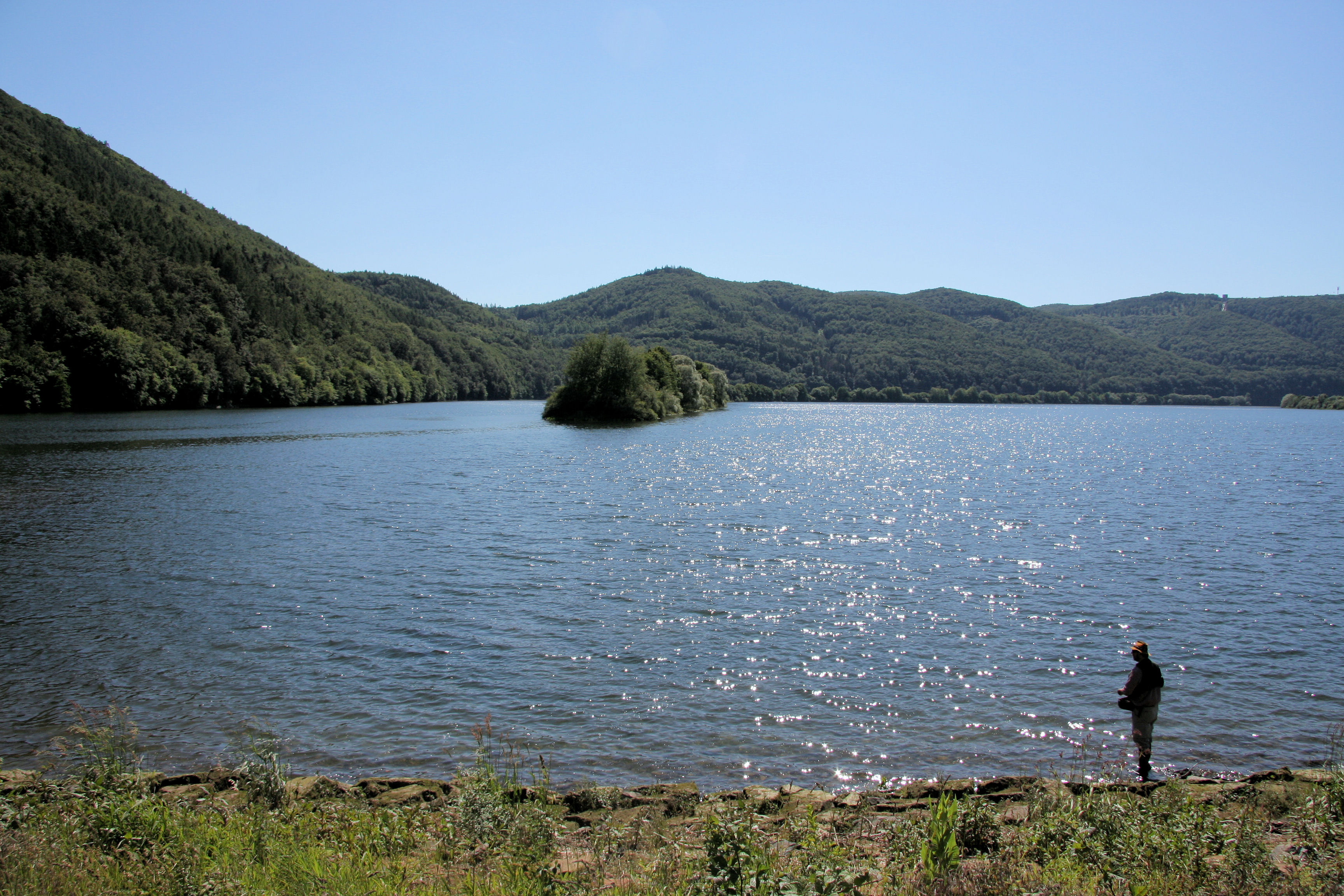
Fliegenfischer am Affolderner See und natürlicher Damm etwa in Seemitte als Vogelschutzgebiet

### Erholung und Besichtigung
Während der Affolderner See neben seiner Funktion als Becken der zuvor erwähnten Kraftwerke in drei Schutzgebieten liegt, ist sein nördlicher, größerer Seebereich als Angelgewässer ausgewiesen. Mit der Peterskopfbahn kann man zu den an die Kraftwerke angegliederten Oberbecken fahren.
Außerdem gibt es am Stausee die Eder-Draisine, deren Wagen auf der ehemaligen E.ON-Anschlussbahn zwischen Affoldern- und Hemfurth unterwegs sind. Etwas nördlich vom Staudamm steht nahe dem Ortsrand von Affoldern an der Landesstraße 3086 (Ederseestaumauer–Affoldern) Das Tolle Haus Am Edersee; das Gebäude und alles darin steht „auf dem Kopf“.

### Ausflugsmöglichkeiten
Zu den Ausflugszielen am und nahe dem Affolderner See gehören insbesondere der Stausee Edersee, das Mittelgebirge Kellerwald mit Nationalpark Kellerwald-Edersee und Naturpark Kellerwald-Edersee sowie das Schloss Waldeck und die Kraftwerke Waldeck I & II mit ihren Oberbecken.